# Chabanais
 Chabanais es una comuna y población de Francia, en la región de Poitou-Charentes, departamento de Charente, en el distrito de Confolens. Es la cabecera y mayor población del cantón de su nombre.
Su población en el censo de 1999 era de 1944 habitantes.
Está integrada en la Communauté de communes de Haute Charente.

## Demografía
| 2164 | 2439 | 2434 | 2242 | 2107 | 1944 |
| Para los censos de 1962 a 1999 la población legal corresponde a la población sin duplicidades (Fuente: INSEE [Consultar]) |      |      |      |      |      |